# Kinderlê-Monument
Das Kinderlê-Monument bei Steinkopf im Nordkap erinnert an den Massenmord an Nama-Kindern.
In der Mitte des 19. Jahrhunderts war die Region um die Missionsstation Steinkopf von schwerer Dürre betroffen. Infolgedessen zogen mehrere Nama-Familien mit ihrem Vieh zu einer Quelle etwa 12 Kilometer nordöstlich des Dorfes. An einem Sonntag im Jahr 1867, als die Erwachsenen einen Gottesdienst in Steinkopf besuchten, wurde das Nama-Lager von einer Gruppe Khoikhoi überfallen. Mit Pfeil und Bogen wurden 32 Nama-Kinder, ihre Aufseher und sogar die Hunde getötet.
Der Ort des Massengrabs ist mit einem kleinen Grabstein markiert und wird als Kinderlê bezeichnet. Am 30. Juni 2003 wurde ein weiteres Denkmal auf diesem örtlichen Erbegebiet enthüllt.